# وزغ ورقي
الوزغ الورقي أو الوزغ الورقي الذيل أو الوزغ المراقب (الاسم العلمي:Saltuarius) (بالإنجليزية: leaf-tailed geckos)‏ هو جنس من الحيوانات يتبع الفصيلة الوزغية من رتبة الحرشفيات.

## أنواع
- وزغ ورقي شمالي (الاسم العلمي:Saltuarius cornutus)
- وزغ ورقي كايتي (الاسم العلمي:Saltuarius kateae)
- وزغ ورقي موريتزي (الاسم العلمي:Saltuarius moritzi)
- وزغ ورقي أجش (الاسم العلمي:Saltuarius salebrosus)
- وزغ ورقي جنوبي (الاسم العلمي:Saltuarius swaini)
- وزغ ورقي ويبربي (الاسم العلمي:Saltuarius wyberba)
- وزغ ورقي مميز (الاسم العلمي:Saltuarius eximius)